# 岡嶋和幸
岡嶋 和幸（おかじま かずゆき、1967年1月1日 - ）は、日本の写真家。福岡県福岡市生まれ。

## 来歴
福岡市立福岡西陵高等学校、東京写真専門学校（現・専門学校東京ビジュアルアーツ）卒業。リュウスタジオ、写真家の森健児、沼田早苗の助手などを経てフリーランスとなる。広告や雑誌などの写真撮影を担当するかたわら、世界を旅して詩情豊かな作品を発表。執筆、セミナー講師、フォトコンテスト審査員と活動の範囲は多岐にわたる。

## 写真展
- 2007年 「リング・オブ・ディングル」（京セラ・コンタックスサロン東京）開催
- 2008年 「ディングルの光と風」（富士フイルムフォトサロン東京・大阪・福岡・仙台・札幌）開催
- 2009年 「潮彩」（ペンタックスフォーラム）開催
- 2009 - 2010年 「学校へ行こう！ ミャンマー・インレー湖の子どもたち」（キヤノンギャラリー銀座・札幌・仙台）開催
- 2010年 「ころりど」（パナソニック・LUMIXサロン）開催
- 2010年 「くろしお」（アップフィールドギャラリー）開催
- 2011年 「コネマラ」（アップフィールドギャラリー）開催
- 2012年 「afterglow」（Bright Photo Salon）開催
- 2012年 「九十九里」（エプソンイメージングギャラリー エプサイト）開催
- 2013年 「Stray in a mist.」（フレームマン・ギンザ・サロン／アイアイエーギャラリー／meriken gallery & cafe）開催

## 写真集
- 2008年 「DINGLE -ディングル-」（ソフトバンク クリエイティブ）出版